# The Dirty Dozen
The Dirty Dozen (traducida como Doce del patíbulo en España, Argentina, Chile, Colombia y Venezuela) es una película bélica de 1966 de la MGM, dirigida por Robert Aldrich y basada en la novela del escritor Erwin Nathanson Filthy Thirteen.
La película ganó un Premio de la Academia a los mejores efectos de sonidos, obteniendo además otras tres candidaturas: mejor actor de reparto (John Cassavetes), mejor montaje y mejor sonido.

## Sinopsis
El mayor Reisman (Lee Marvin) de la OSS (Office of Strategic Services), un militar experto en la guerra de guerrillas, y toda una eminencia en el sabotaje del enemigo, recibe la orden de realizar una misión suicida, y muy sucia, que se basa en convertir a un grupo de los más peligrosos presos, algunos condenados a muerte o con largas condenas, en la verdadera élite del ejército. La misión consiste en lanzar un grupo de paracaidistas cerca de una mansión en Rennes, Francia en la que oficiales del ejército alemán tienen instalado un puesto de alto mando, centro vacacional y fuerte de defensa, tomarla por sorpresa, dinamitar el sótano a fin de causar la muerte de la mayor cantidad de oficiales alemanes para desmoralizar al ejército alemán, y por último, huir si es posible. Una vez que ha conocido a sus hombres, con la ayuda del sargento de la policía militar Bowren (Richard Jaeckel), el mayor los entrena heterodoxamente, con mano dura pero justa, con lo que se gana la confianza del grupo, afrontando incluso a oficiales de mayor rango, con tal de demostrar que los buenos soldados siempre lo siguen siendo a pesar de sus errores. Cuando llega el momento, todos están preparados para llevar a cabo la misión, pero poco a poco se daña el plan, y tienen que improvisar a fin de cumplir con esta.

## Argumento
En marzo de 1944, el comandante de la ADSEC (Sección Avanzada de la Zona de Communicaciones) en Gran Bretaña, el mayor general Sam Worden, ordena al oficial de OSS, el mayor John Reisman, que emprenda el "Proyecto Amnistía." Esta es una misión ultrasecreta para convertir algunos de los peores convictos del ejército de los Estados Unidos en comandos altamente cualificados para eliminar  oficiales de las fuerzas armadas Wehrmacht en un château cerca de Rennes. El objetivo de la misión es de perturbar a la cadena de mando de los alemanes en el norte de Francia antes del Día D. Cualquier convicto que sobreviva a la misión recibirá un perdón.
Reisman se encuentra con los doce convictos en una prisión militar operada por el Cuerpo de Policía Militar (Military Police), incluido el ladrón asociado con la mafia, Franko; el ex mayor Wladislaw; el soldado negro Jefferson; el gentil gigante Posey; y el psicópata religioso Maggott. Estos cinco están condenados a muerte por asesinato, mientras que los demás (Giplin, Pinkley, Sawyer, Lever, Bravos, Vladek y Jiménez) se enfrentan a largas penas que incluyen trabajos forzados por delitos como agresión, hurto, atraco y suplantación de identidad. Reisman rápidamente establece su autoridad, pero el grupo sigue descontento. Supervisados por parlamentarios liderados por el sargento Bowren, los convictos aprenden gradualmente a operar juntos cuando se ven obligados a construir su propio campo de entrenamiento. Sin embargo, un acto de insubordinación por parte de Franko da como resultado que los kits de afeitado y aseo de los hombres sean retenidos como castigo, lo que lleva al grupo a ser apodado la "Docena Sucia". Durante su entrenamiento, los convictos son psicoanalizados por el Capitán Kinder, quien advierte a Reisman que existe la posibilidad de que al menos 7 de ellos lo maten si se les da la oportunidad, y que Maggott es con certitud el más peligroso de todos.
Con su entrenamiento de comando casi completo, la Docena Sucia son enviados a entrenamiento de paracaídas en una instalación comandada por el enemigo de Reisman, el coronel Everett Dasher Breed de la "101.ª División Aerotransportada". Sin embargo, curiosamente, Breed no recibe información sobre el Proyecto Amnistía. En lugar de hacer preguntas al mando superior, Breed hace varios intentos para descubrir la misión de Reisman, incluida la infiltración en el campamento de la Docena Sucia. Reisman, con la ansiosa ayuda de los convictos, enojado, echa a Breed y sus hombres del campamento. Más tarde, el testimonio de Breed, en combinación con el escándolo de Reisman haber recompensado a la Docena Sucia (con la excepción de Maggott ya que su crimen es la violación y el asesinato de una) con prostitutas al final de su entrenamiento, incita al personal de ADSEC a considerar terminar el proyecto y enviar a los hombres de regreso para cumplir sus sentencias originales. Reisman defiende el entrenamiento de los convictos y acepta que compitan contra los hombres de Breed en ejercicios militares de juegos de guerra para poner a prueba su habilidad. Breed encuentra esto ridículamente gracioso, pero para su sorpresa, la Docena Sucia captura con éxito su cuartel general y Worden le permite a Reisman reanudar su misión.
Al lanzarse en paracaídas al norte de Francia, Jiménez se rompe el cuello durante el salto. Con un hombre caído, la misión continúa con Wladislaw y Reisman, que hablan alemana, infiltrándose en el castillo disfrazados de oficiales alemanes. Sin embargo, toda sorpresa se pierde cuando Maggott rompe la encubierta y mata a la esposa de un oficial antes de que lo mate Jefferson, quien se ofendió cuando Maggott hizo un comentario racial al principio de su entrenamiento. El sonido de los disparos de Maggott hace que los oficiales de la Wehrmacht y sus compañeros se retiren a un refugio antiaéreo subterráneo cerrado, pero los comandos estadounidenses vierten gasolina a través de los conductos de ventilación y Jefferson arroja granadas al refugio a través de los conductos, matando a los oficiales y sus invitados civiles.
Después de un tiroteo, Reisman, Bowren y la Docena restante escapan con vida. Worden perdona a Wladislaw, Posey y Giplin, los miembros supervivientes de la Docena Sucia, y Wladislaw tiene la oportunidad de reanudar su trabajo en las fuerzas armadas. 
Reisman comunica a los familiares de los demás convictos que "perdieron la vida en el cumplimiento del deber".

## Reparto
- Lee Marvin como el mayor John Reisman.
- Ernest Borgnine como el mayor general Sam Worden.
- Charles Bronson como Joseph Wladislaw (prisionero número 9: muerte en la horca).
- Jim Brown como Robert T. Jefferson (prisionero número 3: muerte en la horca).
- John Cassavetes como Víctor R. Franko (prisionero número 11: muerte en la horca).
- Richard Jaeckel como el sargento Clyde Bowren.
- George Kennedy como el mayor Max Armbruster.
- Trini López como Pedro Jiménez (prisionero número 10: 20 años de trabajos forzados).
- Ralph Meeker como el capitán Stuart Kinder.
- Robert Ryan como el coronel Everett Dasher Breed.
- Telly Savalas como Archer J. Maggott (prisionero número 9: muerte en la horca).
- Donald Sutherland como Vernon L. Pinkley (prisionero número 2: 30 años en prisión).
- Clint Walker como Samson Posey (prisionero número 1: muerte en la horca).
- Robert Webber como el general de brigada James Denton.
- Tom Busby como Milo Vladek (prisionero número 6: 30 años de trabajos forzados).
- Ben Carruthers como S. Glenn Gilpin (prisionero número 4: 30 años de trabajos forzados).
- Stuart Cooper como Roscoe Lever (prisionero número 5: 20 años en prisión).
- Robert Phillips como el cabo Morgan.
- Colin Maitland como Seth K. Sawyer (prisionero número 7: 20 años de trabajos forzados).
- Al Mancini como Tassos R. Bravos (prisionero número 12: 20 años de trabajos forzados).